# Nonglard
Nonglard là một xã trong tỉnh Haute-Savoie thuộc vùng Rhône-Alpes đông nam Pháp.